# Александру Кипчу
Александру Кипчу (на румънски: Alexandru Chipciu, в България известен като Александру Кипчиу и Александру Чипчиу), роден на 18 май 1989 година в Браила, Румъния, е румънски професионален футболист, настоящ играч на белгийския Андерлехт и националния отбор на Румъния.

## Кариера

### Клубна кариера
Започва да тренира футбол в родната си Браила на 13 години, но прави дебюта си в мъжкия футбол с екипа на ФК Брашов през 2006 г. През 2012 г. е закупен от Стяуа Букурещ € 1.2 милиона евро. Със стелистите достига до 1 / 8 – финалите на Лига Европа през сезон 2012 / 13. Прекарва общо 4 сезона като играч на румънските армейци. На 18 юли 2016 г. е закупен от белгийския Андерлехт за €3 милиона евро.

### Национален отбор
През годините Кипчу преминава през всички младежки национални гарнитури на Румъния.
Прави дебюта си за националния отбор в мач срещу Сан Марино през 2011 г. С екипа на националния отбор участва на Евро 2016.

## Трофеи
ФК Брашов
- Лига II (1): 2007–08

Стяуа Букурещ
- Шампион на Румъния (3): 2012–13, 2013–14, 2014–15
- Купа на Румъния (1): 2014–2015
- Суперкупа на Румъния (1): 2013